# Marjasaari (ö i Kymmenedalen, Kouvola)
Marjasaari är en ö i Finland. Den ligger i sjön Pyhäjärvi och i kommunen Kouvola i den ekonomiska regionen  Kouvola ekonomiska region  och landskapet Kymmenedalen, i den södra delen av landet, 120 km nordost om huvudstaden Helsingfors. Öns area är 1,4 hektar och dess största längd är 190 meter i nord-sydlig riktning.